# Topolany
Topolany (en allemand : Topolan, auparavant Toppolan) est une commune du district de Vyškov, dans la région de Moravie-du-Sud, en République tchèque. Sa population s'élevait à 363 habitants en 2020.

## Géographie
Topolany se trouve à 4 km à l'est du centre de Vyškov, à 33 km à l'est-nord-est de Brno et à 208 km à l'est-sud-est de Prague.
La commune est limitée par Křižanovice u Vyškova au nord, par Hoštice-Heroltice à l'est, par Prusy-Boškůvky au sud-est et au sud, par Vyškov à l'ouest.

## Histoire
La première mention écrite du village date de 1107.